# ネットカフェ難民

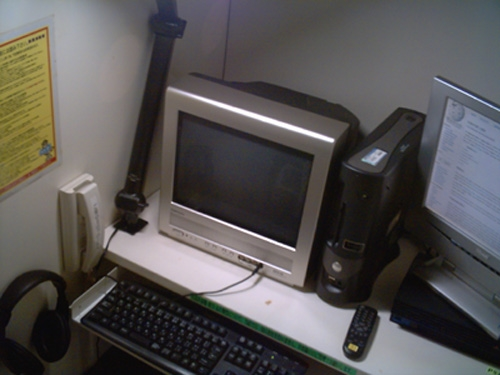
ネットカフェ・個室席の一例

ネットカフェ難民（ネットカフェなんみん）とは、いわゆるホームレスの一種で、定住する住居がなく、寝泊まりする場としてインターネットカフェを利用する人々のことを指す造語。略称はネカフェ難民（ネカフェなんみん）。

## 概説

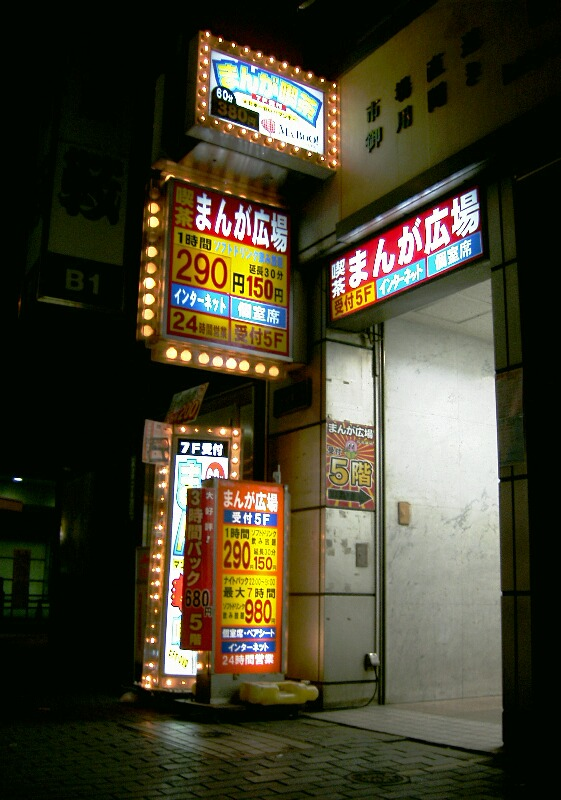
ナイトパックが利用可能なインターネットカフェ店舗一例（東京都）

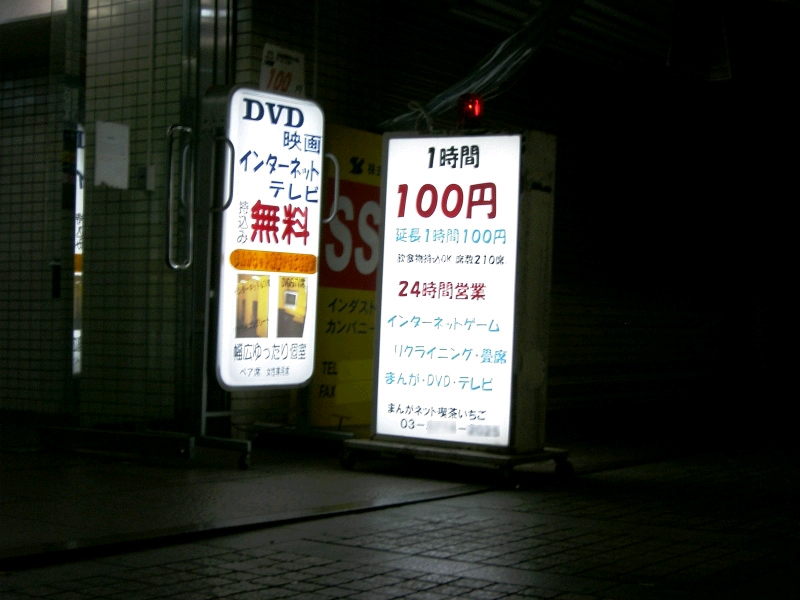
低額で利用できるインターネットカフェの一例:蒲田駅前（東京都大田区）

ネットカフェ難民とは、これまで過ごしていた自宅や寮などの住居を、生活費の枯渇や不払い、職場を解雇されて寮に住めなくなったなどの諸般の事情で退去させられ、24時間営業のインターネットカフェや漫画喫茶などをホテル代わりにすることで夜を明かし、主に日雇い派遣労働と呼ばれる雇用形態で生活を維持している者を指す。
こういった定住場所を持たない（持てない）者の多くは、かつては簡易宿所（ドヤ）をはじめ、カプセルホテル、深夜をまたいで仮眠が取れるサウナや健康ランドなどを生活の拠点としていたが、2000年代に入ると、深夜に長時間・低額料金で利用可能な「ナイトパック」やシャワールーム、個室席などを備えた、インターネットも利用可能な複合カフェが普及した。その後、値下げ競争が激化した東京・蒲田地区などで、ネットカフェ難民の存在が目立つようになった。

### 調査結果
厚生労働省は2007年（平成19年）8月28日に初の調査結果を発表した。それによると、店舗への調査から推計される2007年（平成19年）時点でのネットカフェ難民の人数は5,400人だったという。年齢構成は20歳代と50歳代が多かった。雇用形態は非正規雇用が約半数であるものの、完全失業者や正社員も見られた。
しかしこの調査に対して、貧困問題に取り組むNPO法人「もやい」事務局長の湯浅誠は以下のような盲点を指摘している。
- 週1〜2日といった利用頻度が少ない者や、ファーストフード店や個室ビデオ店といった他業種の店舗を利用する事例もあり、それらが調査対象から外れている可能性があるとした。
- 調査対象となるネットカフェにとってセンシティブな調査であり、イメージダウンにもつながることから（#業界団体の反発を参照）、実態より少なくなっているのではないかとの見方を示した。

また東京都福祉保健局は、2016年12月～2017年1月にかけてネットカフェなどの24時間営業の店舗で、アンケート対象店舗をオールナイトで利用する者のうち、住居喪失者がどのくらいいるのか実態調査を行い、都内で1日あたり推計約4,000人（オールナイト利用者に占める構成比25.8%）、そのうち「住居喪失不安定就労者」（住居喪失者の内、雇用形態が派遣労働者・契約社員・パート・アルバイトの者）は約3,000人（住居喪失者に占める構成比75.8%）であることが分かった。
さらに年齢構成別では、20代が約12.3%、30代が約38.5%、40代が約19.7%、50代が約28.9%であり、もっとも多い年代は30代で、ネットカフェ難民が若年者だけではないことを示している。週に3～4日程度以上を昼夜滞在可能な店舗で寝泊まりする者が約9割を占め、住居喪失者等の約43.8%が路上で寝泊まりしており、路上で寝泊りする頻度は、週に1～2日程度がもっとも多く（約57.2%）、次いで月に1～2日程度（約22.0%）であった。
また単純比較はできないが、厚生労働省の調査では東京23区内のネットカフェ難民は約2,000人であった。そして約10年後の東京都の調査で4,000人となっているため、この約10年の間で2倍ほど増えたことになる。

### 名称について
2007年（平成19年）1月28日、NNN系列のドキュメンタリー番組『NNNドキュメント』が、住所不定でなおかつネットカフェに泊まり歩きながら生計を立てている若者を密着取材し、「ネットカフェ難民 漂流する貧困者たち」と題して放送した。当時、同番組のチーフディレクターであった水島宏明は、この名称について「周囲から孤立し、未来への展望が抱けず、（かつて自分が取材した）難民キャンプを連想し、“難民”という言葉でしか表現できないと思った」と述べている。また「違う言葉であれば、これほど注目されたり、厚生労働省などが対策に乗り出すことはなかったと思う」とも述べた。その後は他のマスメディアもこの言葉を使用するようになった。
この年の末には、「新語・流行語大賞」のトップテンに「ネットカフェ難民」が選ばれ、日本における貧困や格差社会の問題を象徴する言葉の一つとして定着した。ただし、受賞者には水島ではなく、同年9月に刊行された『ネットカフェ難民 - ドキュメント「最底辺生活」』の著者である川崎昌平が選ばれている。

#### 業界団体の反発
一方、「難民」という語のイメージが悪いとして、業界団体である日本複合カフェ協会（JCCA）は、「ネットカフェ難民は“差別語”だ」とする声明を発表、今後はその語の使用を控えるよう訴えた。（将棋倒しなどの単語に対しても同様の傾向が見られる。将棋倒し#日本将棋連盟からの抗議も参照。）これまで業界を挙げて幅広い層に店を利用してもらおうとファミリー向けの個室やネイルサロンを設置するなどの経営努力を進めてきたが、報道の影響により「あたかも浮浪者風情の人が夜な夜な集まり犯罪の温床となっている」というイメージを植えつけられ、客足（特に女性客）が遠のき、風評被害とも言えるダメージを受けたことが理由だとする。また「ネットカフェでは、どのような方でもお客さまであると認識しており、難民とは考えていない。（広辞苑の定義を引用しながら）そもそも難民の定義に当てはまらない」とし、「ネットカフェ難民は地域によってはいるかもしれないが、大きな社会問題ではない」との認識を示した。
また厚生労働省はJCCAに対し、前述のネットカフェ難民の実態調査への協力を打診したが、JCCAは「“ネットカフェ難民ありき”の調査手法」だとして協力を拒否した。さらにJCCAは「ネットカフェ難民の存在をことさら問題視して対策費を計上しようとしている」などと、同省の姿勢を批判する持論も展開した。

## 主な要因
日本テレビをはじめとする、NHKやマスコミ各社などによる一連の報道では、以下のような事例がある。
家庭内や人間関係の問題
- 両親の離婚でひとり親家庭となり、生活が困窮し、経済的理由で高校に進学出来なかった、また中退し、家計を支援するために中卒で就労できる継続的な仕事を求め、地方から出稼ぎに来て、地方にいる幼い兄弟や家族の生活を助ける目的で実家に仕送りをするため。
- 家族（特に親の再婚相手や新しい家族）との不和・再婚相手の新しい家族からのドメスティックバイオレンス、性的虐待、児童虐待の被害から逃れるため。
- 家族からの虐待または配偶者からのドメスティックバイオレンス、性的虐待、児童虐待の被害から逃れるため。
- 再婚や復縁を求める元配偶者、元交際相手からのストーカー行為の被害から逃れるため。

雇用・健康上の問題など
- 失業による家賃の滞納。
- 会社の寮に住む労働者であれば、失業と同時に退去させられる。
  - 派遣・請負労働者や期間工であれば、派遣切り・雇い止めと同時に退去となる（年越し派遣村の事例も参照）。
- 18歳で高校を卒業または、高校を中途退学すると同時に児童養護施設、母子生活支援施設、里親から離れなければならない。
- 高齢者であったり、持病や障害により就労が困難。

## ネットカフェ難民の生活
日雇いなどの非正規雇用では家賃・光熱費・通信費（携帯電話）など最低数万円単位のまとまった費用を捻出するのが難しい。毎日仕事にありつける保証がないうえ、日払いで賃金が受け取れるとしても、その日暮らしを維持することだけに使われ、余剰分がほとんど出ず、貯金することができない。条件によっては月当たり平均の家賃額や自炊などによる生活形態と比べてかえってコストがかかってしまう。ネットカフェを宿泊施設替わりの休息の場にする他、フリードリンクを利用して糖分やカロリーの確保、新聞やテレビの視聴、インターネット利用など、最低限度の文化や情報に接する場として利用する。

### ファーストフード店
ファーストフード店の24時間営業店舗で夜を明かす人々を指す「マクドナルド難民」（マック難民）なる造語も生まれた。この他にも、ネットカフェと同様に深夜営業の個室ビデオ店を生活の拠点としている者もおり、寝泊りする場所はネットカフェのみに限らない。2008年（平成20年）10月1日には、大阪市浪速区の個室ビデオ店で利用客の放火により25名が死傷する大阪個室ビデオ店放火事件が発生した。

### 格安コインロッカー

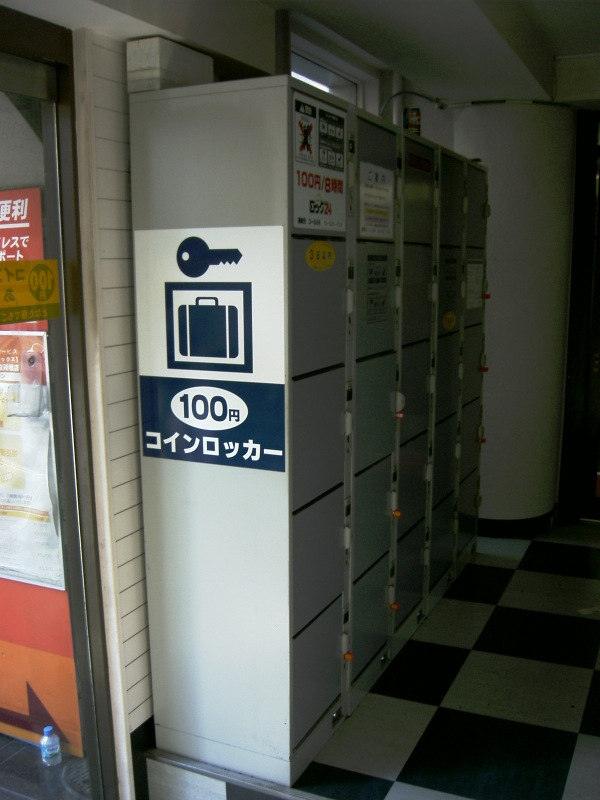
コインロッカーの一例

ネットカフェ難民の中には、コインロッカーを物置代わりに利用する者が多い。写真は東京都大田区の蒲田駅近辺に設置されている8時間100円で利用可能なコインロッカーの一例で、前述の『NNNドキュメント』で取材を受けた若者らも利用していた。また蒲田駅周辺では、ネットカフェ難民が発生するよりも遥か以前の1995年ごろから月額3,000円程度の月極コインロッカーも設置されていた。

### 携帯電話回線
スマートフォンは、ネットカフェ難民に多いとされる日雇い派遣労働者が人材派遣会社からの出発の連絡（出勤・現場到着報告）・終了の連絡（勤務終了報告）・新規派遣先の前日確認などに利用する。
また、地方から出稼ぎに来た労働者が実家にいる家族と連絡をしたり、勤務先などと電話連絡をする場合などにも利用する。
かつては契約住所に請求書が届かず返送される場合は、携帯電話回線が即座に利用停止にされ、のちに改善されない場合は契約解除となっていたが、2007年以降、NTTドコモの「eビリング」やソフトバンクの「オンライン料金案内」、KDDIの「WEB de 請求書」など、スマートフォンの支払い方法を事前に口座振替またはクレジットカード払いに決済登録している場合は電子メールで送付するサービスが開始された。そのため契約時の住所と本人確認書類で契約を済ませていれば、のちに住所不定のネットカフェ難民となってしまったり、実家に住民登録をしたまま地方から出稼ぎに来てもスマートフォンの使用は可能である。
しかし、携帯電話回線を利用した犯罪が増加したため契約審査が厳格化され、プリペイド式スマートフォンでも契約申込書に自宅の固定電話番号または勤務先の固定電話番号、住民登録されている現住所を求められるなど、運転免許証やマイナカード、障がい者手帳、日本国パスポート、在留カードの提示だけでは簡単に購入・契約できない場合もある。
ネットカフェ難民が公的な身分証明書類を取得できる手段は事実上限られるため、なんらかのきっかけでスマートフォンの契約内容の変更、端末の故障や寿命を理由に機種変更を行うする際にも、本人確認ができないという理由で携帯電話事業者から回線を一時停止されるなどの不利益を被る可能性が出てくる。ここで携帯電話回線を失ってしまった場合、社会的な関係すら一切絶たれてしまう重大な危機に瀕することになる。

## 問題点

### 「住所不定」となることによる問題
住所不定の状態が長期にわたる場合、職権消除により住民票が抹消される可能性がある。この場合、新規の移転先が存在しないため、住民票の復活が認められず、ホームレスと同様の法的問題を抱える。外国籍であれば、在留カードと在留資格の更新ができず、在留許可が取り消されるおそれがある。
たとえ職があり所得があっても、新規に銀行口座の開設やクレジットカードの入会ができない。クレジットカードの入会や銀行口座開設にはマネーロンダリング防止のため「犯罪による収益の移転防止に関する法律（犯罪収益移転防止法、旧「本人確認法」）により公的な身分証明書の提示が要求される（ただし運転免許証、マイナカード、顔写真つきの住基カード、障がい者手帳、日本国パスポートは有効期限内なら、住民基本台帳の職権消除のあともこれを証明書として口座開設やクレジットカードの入会ができる場合がある）。このほか、クレジットカードや消費者金融の契約時に、住所と勤務先がともに実在することが審査に通る必須条件となるため、信用調査で契約を拒否される可能性がある。
住民基本台帳への登録がないと印鑑登録ができず、実印を必要とする契約や手続き（自動車、自動二輪車、住宅、電話加入権の購入、金銭の借り入れ契約、賃貸住宅の契約、アルバイト（短期・長期問わず）をはじめとする労働契約、生命保険、自動車任意保険の加入契約、保険金請求、金銭の受領、補償金の受領、補助金の受領、相続など）は契約相手に拒否される。「住民登録がないから実印登録もできず、賃貸契約ができない」という悪循環に陥る。現時点で寝泊まりするビジネスホテルをはじめとする宿泊施設、シェアハウス、ゲストハウス、短期賃貸マンションが所在する住所では住民登録が受理されない場合があるため、ホームレスが独力で住所不定状態を脱出することが困難な法的障害の一つとなっている。「自治体によっては単身で入居可能な公営住宅も存在するが、単身で入居が可能な対象者は、自治会の活動にきちんと参加できる65歳以上の高齢者、ハンセン病患者、DV被害者、軽度の身体障がい者に限定され、入居の際には連帯保証人を選任する必要があり、対象者であっても連帯保証人を選任できるひとがいなかったり、DV被害者や軽度の身体障がい者を除く若年者が割安な家賃である公営住宅の単身枠で応募・入居することは事実上不可能となっている。」
また、新たに自動車の運転免許証の取得ができなくなる。運転免許証をすでに取得している場合、免許の更新には送付された更新通知書を提示するよう指示されるが、これは必ずしも必須ではない。しかし職権消除により住民登録が抹消されている場合は、法的に「住所が変わっている場合」に相当するため、証明書類の提出を要する。そのため書類不備として受理されず、住所がないため運転免許を更新できない事態が発生する。運転免許証の更新に要求される住所表示は「住民基本台帳法別表第1（第30条の7関係）」により提供される情報に含まれていないため、住所が変更になった（住民登録を失った）事実を隠したまま更新することは可能だが、法的には更新できない。また、住所不定状態となった事実が判明すれば運転免許の更新を拒否される。
自治体に住民登録がされていないということは、居住地で行政サービスを受けられなくなることを意味し、疾病などにより就労が困難になった際に生活保護申請でトラブルになる可能性がある。たとえば、扶養義務者である親族の扶養照会、資産調査であったり、「住民票所在地」と「現在地」が異なる場合、現在地自治体が窓口業務をたらい回しにしようとすることもある。生活保護の申請権は絶対性が保証されているが、福祉事務所が生活保護の申請自体を不正・違法に拒否する可能性が高い（「水際作戦」と呼ばれる）。本来は職権消除により住民登録がない場合でも生活保護の対象となる（生活保護法第19条二による職権保護）が、やはりトラブルが発生する可能性が高い（生活保護問題も参照）。
また選挙人名簿は住民基本台帳を基に作成されるため、職権消除されて相応の期間が経ったあとは選挙権を実質的に喪失する。住民登録の復活ができれば選挙権も復活するが、住所不定の状況では住民登録が受理されない。このように、公共サービスの受益権や公民権の行使にも支障をきたす。

### ネットカフェ難民と犯罪
ネットカフェ難民の犯罪被害、あるいはネットカフェ難民自身が犯罪の加害者となるケースが報道されている。
ネットカフェ難民がインターネットオークションを利用して、各種イベントのチケットを転売する「ダフ屋行為」で生計を立てたり、あるいは置き引き、ゲームソフトやDVDなどを窃取（万引き）して転売するといった窃盗行為で生計を立てているネットカフェ難民が存在する。
また、ネットカフェの個室席は防犯上の理由で施錠できないため、利用客を狙った窃盗を行う者がいる。店側もセキュリティボックスを設置して利用を呼びかけるなどして、トラブルの発生を防止している。
ネットカフェ難民を犯罪加害者・被害者としないため、警察の定期的な巡回が必要との意見もあり、銀行やコンビニエンスストア同様に「警察官立寄所」のステッカーを貼付して定期的な巡回を受ける店舗も多い。
同様の問題はホームレスの多い地区の公立図書館でかなり以前から顕在化していた。一部のホームレスが図書館の椅子や視聴覚ブースでの居眠りを目的として来館する、また彼らが深い眠りに落ちているうちに所持する金品を奪う「シノギ」などの形でも発生している。

### 未成年者のネットカフェ難民
2022年3月以前においては高校を卒業し18歳で児童養護施設、母子生活支援施設を退所、里親を離れた児童たちは20歳未満であることから、20歳未満のあるゆる契約行為や各種手続きには親権者または未成年後見人の同意書と本人確認書類（契約相手によっては、親権者または未成年後見人の同意書と本人確認書類に加え、印鑑証明書、場合によっては戸籍謄本）が必要となるため、マイナンバーカードの取得や更新、日本国パスポートの取得や更新、新規に銀行口座を作成したり、アルバイト（短期、長期問わず）をはじめとする労働契約、携帯電話の新規加入、固定電話の新規開設、実印登録、賃貸住宅の新規契約、クレジットカードの入会、運転免許の取得、相続、外国籍であれば、在留カードと在留資格の更新、契約・手続きが行えない問題が生じる。

## 対策
厚生労働省は2008年度（平成20年度）から、都市部のハローワークに就職支援専門員の配置を始めた。
東京都も同省と連携し、同年4月から全国の約4割を占める都内のネットカフェ難民を対象に、住居や生活・就職等についての相談支援に応じる窓口「TOKYOチャレンジネット」を開設した。現時点で何らかの仕事に就いており、自立に向けて意欲的であると判断された人を対しては、住宅・生活資金として最大60万円の無利子での貸し付けを行うほか、同省から派遣されたキャリアカウンセラーが、面接の対応法や履歴書の添削などのアドバイスも行うという。また、就労による自立が困難な人に対しては、ネットカフェ等の所在地の福祉事務所など自立相談支援機関が支援するとしている。続いて大阪府と愛知県も、同年5月に東京都と同様の相談窓口を開設した。
2013年12月には生活困窮者自立支援法が制定、2015年4月1日に施行され、生活保護受給に至る前の生活困窮者に対し、住宅の確保や宿泊場所の提供などを含む支援制度が盛り込まれた。

## 感染症の問題
インターネットカフェは通気性が悪いうえに不特定多数の人が利用するため、結核やインフルエンザなどの感染症の感染経路になりやすいとの報道がある。特にネットカフェ難民は睡眠不足や偏食などの生活習慣により健康状態が芳しくないうえ、体調が悪くても医療機関に通院する費用がないことが多い。また非正規雇用のため職場の健康保険に加入できず、国民健康保険の保険料も払えず（減免制度があることを知らないため）健康保険証がない人が多い。そうした状況から、ネットカフェ難民が感染症のキャリアとなりやすく、感染を拡げる経路の一因になると指摘されている。
実際に2005年（平成17年）には、神奈川県川崎市の店舗で男性客がキャリアとなり、結核の集団感染が発生した。この際は従業員のみ13人が感染した。また、2009年の新型インフルエンザの国内流行時にも、ネットカフェ難民が感染を拡大する恐れが指摘されており、流行時には店舗の閉鎖も検討されていた。
その後、2019年末からの新型コロナウイルス感染症の流行により、日本でも2020年4月7日に緊急事態宣言が発令された際には、ネットカフェにも休業要請が出され、東京都においてはもっとも休業要請期間が長い「ステップ3」に属する業種とされた（日本における2019年コロナウイルス感染症による社会・経済的影響も参照）。

## 貧困ビジネス問題
政府や自治体のみならず、エム・クルーやツカサ都心開発などの民間企業も独自にネットカフェ難民や生活困窮者の支援に乗り出しているが、支援とは名ばかりの違法行為も横行しており、社会的弱者を食い物にする「貧困ビジネス」であると指摘されている。
蕨駅西口や西川口駅西口などに店舗を展開するネットカフェ「CYBER@CAFE（サイバーアットカフェ）」は、2007年に埼玉県蕨市の蕨駅前に1号店を開店した。
蕨市で2008年3月に住民登録を申請した男性の「住所」が、市が受理後に「CYBER@CAFE」の店舗であることが判明した。市は「想定外のことでもあり、当惑と苦渋の決断だった」として、条件つきでの住民登録を認めた。これに対し、総務省自治行政局は「市はぎりぎりの判断だっただろう。通常ではないが、短期賃貸マンションなどの延長線上の行為と考える。安定した居住場所の確保という支援策を前提に考えるべきだ」との見解を述べた。また同店は男性に対し、住民登録の条件として「当面居場所を変えないという意思表示」との名目で、30日分の料金5万7,600円の前払いを求めた。この事例はネットカフェでの住民登録第1号ということで、多くのマスメディアが取材して話題になった。
その後、蕨市が住民登録を認めたことを逆手に取り、同店は「日本で唯一、住民票登録ができるネットカフェ」として宣伝し、同年12月までに店舗を「住所」として10人を蕨市に住民登録させた。同年9月に部屋を増設し、隣接する2つのビルに58室を設置、翌年に10室増やす計画としていた。その後、東京都内にも進出し、歌舞伎町と北千住駅西口にも出店している。また代表取締役兼最高経営責任者、佐藤明広の出身地である北海道での新規事業も計画し「世界自然遺産に登録された知床が新たな舞台になります」と語った。
「CYBER@CAFE」の部屋は、板で仕切られた1畳半のスペースにパソコンと椅子だけがあり、長期滞在者向けに横になれる「フラットフロアー宿泊個室」もある。鍵はなく部屋を施錠することはできない。
同店を運営する株式会社明幸グループ（1998年3月設立）代表取締役CEOの佐藤明広は、マスメディアの取材に対し「ネットカフェ難民のために何かできないのかな、と」「ネットカフェを漂流の場ではなく、人生の足場に」との思いでこの店をオープンさせたと述べている。しかしこの件を取材した朝日新聞は「貧困ビジネスに直結しかねない」として、藤田孝典の「ネットカフェは暮らす場所ではない。大切なのは生活を安定させる手だてを考えること」というコメントを掲載した。
また、NHK総合の『クローズアップ現代』は2008年11月4日放送分の「援助か搾取か “貧困ビジネス”」で、同店の経営手法には脱法行為が多いと指摘している。同番組内で報道された内容は以下のとおり。
- 住所不定のため定職に就くのが困難なホームレス状態にある人々を「住民票登録ができる」との謳い文句で誘い集めている。
- 通常料金は1時間400円だが、長期滞在者には1時間80円にまで割引し、長期滞在の方が「割安」という印象を与えている。
- しかし実際は、長期滞在の利用料を負担に感じる者も多い。1か月分の内訳は、
  - 滞在費が1,920円×30日＝5万7,600円
  - シャワーが1回あたり300円
  - 洗濯サービスが1回あたり500円
  - 住民票登録、郵便物引き取りサービスが月額3,000円
  - そのほか飲食代も含めると、月に約7万円を店に支払うことになる。
- 布団や枕などの寝具は置かず、膝掛けの貸し出しにとどめ、価格も「宿泊料金」とはせず時間単位で表示している。
- 宿泊施設とみなされると旅館業法が適用され、部屋面積や防災管理などの法的義務が生じるため。

番組内での指摘に対し、同店店長でもある佐藤明広は「（当店は）旅館ではない。基本的にはアパートという考え方」「法律のギリギリのところで、という考え方をされるかもしれないが」などと、脱法行為を否定している。しかし同店に「居住」する男性は、NHKの取材に対し「（ここに）留まるしかない、出たくても出られない」と訴えている。

## ネットカフェ難民に関する発言
石原慎太郎は東京都知事在任中の2008年（平成20年）10月、「一つの新しい風俗。ネットカフェは1,500円だが、山谷は200円、300円で泊まれる宿がいっぱいある。（ネットカフェ難民を）大変だ、大変だというのは、メディアのとらえ方もおかしいんじゃないか」と述べ、マスコミ報道が「ネットカフェ難民が苦境に陥っている」という内容に偏っていると主張した。
これに対しては台東区長が抗議を行い、石原は後日、会見で「数字が違うところがあった」と訂正した。台東区によると、山谷地区には2008年（平成20年）現在、簡易宿泊所が約160件あるが、多くは1泊あたりの料金が2,000円程度で、1,000円以下の宿泊所もあるが、200円 - 300円程度で宿泊できる施設は存在しない。

## 関連書籍
- 川崎昌平著『ネットカフェ難民 - ドキュメント「最底辺生活」』（幻冬舎・幻冬舎新書、2007/9/26）ISBN 4344980549
- 水島宏明著『ネットカフェ難民と貧困ニッポン』（日本テレビ放送網・日テレBOOKS-日テレノンフィクション、2007/12/20）ISBN 4820300067